# Saudi Arabia Super League
La Saudi Arabia Super League è la massima serie del campionato saudita di pallavolo maschile: al torneo partecipano dodici squadre di club saudite e la squadra vincitrice si fregia del titolo di campione dell'Arabia Saudita.

## Albo d'oro
| Anno             | Podio    | Podio    | Podio      |
| Campione         | Seconda  | Terza    |            |
| ---------------- | -------- | -------- | ---------- |
| 2007-08 Dettagli | Al-Ahli  | Al-Hilal | Al-Ittihad |
| 2008-09 Dettagli | Al-Hilal | Al-Ahli  | Al-Ittihad |
| 2009-10 Dettagli | Al-Hilal | Al-Ahli  | Al-Ittihad |
| 2010-11 Dettagli | Al-Hilal | Al-Ahli  | Al-Nassr   |
| 2011-12 Dettagli | Al-Hilal | Al-Nassr | Al-Ittihad |
| 2012-13 Dettagli | Al-Hilal | Al-Nassr | Al-Ittihad |
| 2013-14 Dettagli | Al-Ahli  | Al-Hilal | Al-Wahda   |
| 2014-15 Dettagli | Al-Ahli  | Al-Hilal | Al-Wahda   |
| 2015-16 Dettagli | Al-Hilal | Al-Ahli  | Al-Ittihad |
| 2016-17 Dettagli | Al-Hilal | Al-Ahli  | Al-Ittihad |
| 2017-18 Dettagli | Al-Hilal | Al-Ahli  | Al-Ittihad |
| 2018-19 Dettagli | Al-Hilal | Al-Ahli  | Al-Nassr   |
| 2019-20 Dettagli | Al-Ahli  | Al-Hilal | Al-Ittihad |
| 2020-21 Dettagli | Al-Hilal | Al-Ahli  | Al-Ittihad |
| 2021-22 Dettagli | Al-Ahli  | Al-Hilal | Al-Faisaly |

## Palmarès
| Squadra  | Titolo | Edizione                                                                                 |
| -------- | ------ | ---------------------------------------------------------------------------------------- |
| Al-Hilal | 10     | 2008-09, 2009-10, 2010-11, 2011-12, 2012-13, 2015-16, 2016-17, 2017-18, 2018-19, 2020-21 |
| Al-Ahli  | 5      | 2007-08, 2013-14, 2014-15, 2019-20, 2021-22                                              |